# 雷州堅唇介
雷州堅唇介（学名：Sclerochilus leizhouensis）为魚形介科堅唇介屬下的一个种。